# Marsdenia vajanicum
Marsdenia vajanicum är en oleanderväxtart som beskrevs av P.I. Forster. Marsdenia vajanicum ingår i släktet Marsdenia och familjen oleanderväxter. Inga underarter finns listade i Catalogue of Life.